# Accidente del OB-1266 de Aero Ica
El vuelo del OB-1266 de Aero Ica del 9 de abril de 2008 que sobrevolaba las Líneas de Nazca, un Cessna U206C Super Skywagon, sufrió un accidente minutos antes de aterrizar. Fue en un vuelo desde y hacia el Aeropuerto María Reiche Neuman, de la localidad de Vista Alegre, ubicada a las afueras de la ciudad iqueña de Nazca, en el Perú. La avioneta de matrícula OB-1266 se estrelló con la pared de una vivienda colindante al aeropuerto, esto luego de que rozara unos cables de energía eléctrica. Sus cinco pasajeros, todos ellos franceses, murieron en el impacto, solo el piloto logró sobrevivir. Es la segunda peor tragedia aérea del Departamento de Ica luego de que en la misma provincia dos avionetas colisionaran en el aire, hecho que sucedió en 1997.
De acuerdo a la investigación, el motor no poseía combustible en el momento del aterrizaje por lo cual se generó un problema con el empuje de la aeronave, que perdió sustentación y se estrelló contra un edificio colindante al aeródromo.